# Niamien N'Goran
Pour les articles homonymes, voir N'Goran.
Niamien N’Goran, né en 1949 à Bongouanou, est un homme politique ivoirien.

## Biographie
Diplômé de l'École supérieure de commerce et d’administration des entreprises de Marseille, Niamien N’Goran exerce à la Banque centrale des États de l'Afrique de l'Ouest de 1984 à 1989, avant de devenir président-directeur général de la Banque internationale pour l'Afrique occidentale de Côte d'Ivoire entre 1989 et 1993.
En 1993, il est nommé ministre de l'Économie et des finances dans le gouvernement Kablan Duncan I. Il occupe ce poste jusqu'en 1999.
Depuis juillet 2011, Niamien N’Goran est inspecteur général d'État.

### Famille
Niamien N’Goran est un proche d'Henri Konan Bédiédont il  est le neveu par alliance, car
l'une des sœurs du président Bédié, fut une coépouse du père de Niamien N'goran.